# 6月13日 (旧暦)
旧暦6月13日は、旧暦6月の13日目である。六曜は赤口である。

## できごと
- 推古天皇22年（ユリウス暦614年7月24日） - 最後の遣隋使として犬上御田鍬らが隋へ出発。
- 天宝15載（ユリウス暦756年7月14日） - 安禄山らの蜂起により唐の皇帝玄宗が愛妾・楊貴妃を伴って都落ち
- 延暦13年（ユリウス暦794年7月14日） - 桓武天皇の命を受けた坂上田村麻呂が蝦夷征討に出発
- 嘉祥元年（ユリウス暦848年7月16日） - 承和より嘉祥に改元
- 天正10年（ユリウス暦1582年7月2日） - 山崎の戦いで羽柴秀吉が明智光秀を破る。光秀は敗走中に雑兵に刺殺される
- 慶長20年（グレゴリオ暦1615年8月7日） - 江戸幕府が一国一城令を布告。（閏6月）
- 寛政10年（グレゴリオ暦1798年7月26日） - 本居宣長が約30年を費した『古事記伝』全44巻が完成
- 慶応3年（グレゴリオ暦1867年7月14日） - 浦上四番崩れ。キリシタン68人が長崎奉行に捕えられる。

## 誕生日
- 大統7年（ユリウス暦541年7月21日） - 文帝、隋の初代皇帝（+ 604年）
- 貞観2年（ユリウス暦628年7月19日） - 高宗、唐の3代皇帝（+ 683年）
- 応永元年（ユリウス暦1394年7月11日） - 足利義教、室町幕府6代将軍（+ 1441年）
- 文久元年（グレゴリオ暦1861年7月20日） - 白瀬矗、陸軍中尉・日本人初の南極探検（+ 1946年）
- 慶応2年（グレゴリオ暦1866年7月24日） - 金子直吉、経営者・鈴木商店大番頭（+ 1944年）

## 忌日
- 大化元年（ユリウス暦645年7月11日） - 蘇我蝦夷、蘇我馬子の子・蘇我入鹿の父（生年不詳）
- 天福7年（ユリウス暦942年7月28日） - 石敬瑭、五代後晋の初代皇帝（* 892年）
- 元仁元年（ユリウス暦1224年7月1日） - 北条義時、鎌倉幕府2代執権（* 1163年）
- 永享7年（ユリウス暦1435年7月8日） - 満済、真言宗の僧「黒衣の宰相」（* 1378年）
- 天正7年（ユリウス暦1579年7月6日） - 竹中重治、武将 （* 1544年）
- 天正10年（ユリウス暦1582年7月2日） - 明智光秀、武将 （* 1528年）
- 享保17年（グレゴリオ暦1732年8月3日） - 杉山杉風、俳人・蕉門十哲の一人 （* 1647年）
- 文政6年（グレゴリオ暦1823年7月20日） - 石塚龍麿、国語学者（* 1764年）